# Maja Sakowska-Krzencessa
Maja Sakowska-Krzencessa (ur. 1935) – polska nadleśnicza, żeglarka, podróżniczka. 

## Życiorys
Córka Zdzisława Sakowskiego, nadleśniczego Nadleśnictwa Dąbrowa, oraz Anny z Długońskich, pierwszej kobiety maturzystki w Starogardzie Gdańskim po 1918, chemiczki i współzałożycielki gimnazjum w Kartuzach. W czasie okupacji niemieckiej mieszkała w Warszawie.
Po wojnie rodzina wróciła na Pomorze. Maja ukończyła szkołę podstawową w Darżlubiu, gimnazjum w Sopocie oraz studia na Wydziale Leśnym Wyższej Szkoły Rolniczej w Poznaniu. Studiowała też w Szkole Głównej Gospodarstwa Wiejskiego w Warszawie. Napisała pracę magisterską o łowiectwie i ochronie lasów.
Zaczęła pracę w Nadleśnictwie Chylonia. Potem była zastępczynią nadleśniczego Nadleśnictwa Kartuzy. W 1968 została mianowana nadleśniczą Nadleśnictwa Wieżyca jako trzecia kobieta w Polsce i pierwsza na Pomorzu. Fakt ten odbił się szerokim echem w prasie regionalnej i ogólnopolskiej. Mieszkała w Wieżycy najpierw sama, a potem z córką Moniką. Potem pracowała w Nadleśnictwie Skrzeszewo jako zastępczyni nadleśniczego. W 1974 została nadleśniczą terenową ds. lasów niepaństwowych w Nadleśnictwie Kartuzy (11 ha lasów, 20 wsi i 4 tys. właścicieli lasów). Zaprojektowała, kierowała budową i uczestniczyła w budowie parkingu leśnego z zadaszeniami w formie grzybów i stację turystyczną w Leśnictwie Sianowo. Na jej cześć stacja została nazwana „Majką”. W 1982 została naczelniczką wydziału ochrony lasów w Okręgowym Zarządzie Lasów Państwowych w Gdańsku (dzisiejsza Regionalna Dyrekcja Lasów Państwowych). W 1995 przeszła na emeryturę. Pracowała na pół etatu w Zarządzie Parków Krajobrazowych w Gdańsku, opiekując się parkami: Trójmiejskim, Kaszubskim i Wdzydzkim. Wygłaszała prelekcje w gdańskich szkołach. Należała do Stowarzyszenia Inżynierów i Techników Leśnictwa i Drzewnictwa, Polskiego Towarzystwa Leśnego oraz Ruchu Obrony Lasów Polskich. Uczestniczyła w konferencjach, publikowała artykuły m.in. na temat epificzych grzybów Gremmeniella abietina.
Od 1960 należała do klubu żeglarskiego Gryf. Zdobyła patent sternika jachtowego, żeglowała po Morzu Bałtyckim i Morzu Egejskim. W 2002 w towarzystwie koleżanki z klubu w 48 dni zjeździły całe Stany Zjednoczone. Odwiedzały głównie parki narodowe. Pasjonowała się narciarstwem, polowała.
W 1992 otrzymała Krzyż Kawalerski Orderu Odrodzenia Polski.
Jej córka Monika Krzencessa-Ropiak jest kierowniczką Działu Archiwum i Organizacji Wystaw Europejskiego Centrum Solidarności w Gdańsku.